# Ich war’s nicht
Ich war’s nicht (Originaltitel: I Didn’t Do It) ist eine US-amerikanische Sitcom des Senders Disney Channel, die seit dem 17. Januar 2014 ausgestrahlt wird. Die deutschsprachige Erstausstrahlung fand am 12. Januar 2015 auf dem Free-TV-Sender Disney Channel statt. Die Serie wurde im Oktober 2015 nach zwei Staffeln eingestellt.

## Handlung
Die Serie handelt von den zweieiigen Zwillingen Lindy und Logan Watson, die zusammen mit ihren drei besten Freunden Jasmine, Garrett und Delia ihr erstes Jahr an der High School erleben. Die Sendung spielt in Chicago. Jede Folge beginnt mit einer ungewöhnlichen Situation, beispielsweise werden Lindy und Logan nach einer wilden Party von ihren Eltern zur Rede gestellt. Im Rest der Folge wird dann erzählt, wie es dazu kam.

## Produktion
Die Idee zu Ich war’s nicht hatten Tod Himmel, der bereits für 90210 und Sabrina – Total Verhext! geschrieben hat, und Josh Silverstein, der schon an der Disney-Serie Sonny Munroe mitgearbeitet hat. Am 18. Juni 2013 wurde die Serie bestellt. Die Pilotfolge wurde im Januar 2013 gedreht, die weitere Produktion begann im Herbst. Die Serie konzentriert sich sehr auf das Leben der Teenager und zeigt die Eltern nur am Rande. Die Produktion bringt auch neue Erzählweisen zum Disney Channel und soll dadurch auch für eine etwas ältere Zielgruppe als andere Sendungen des Senders attraktiv sein. Die Ausstrahlung der ersten Folge am 17. Januar 2014 erreichte 3,9 Millionen Zuschauer. In Deutschland plant der deutsche Disney Channel die Serie ab dem 12. Januar 2015 auszustrahlen.
Im Juli 2014 gab der Disney Channel die Produktion einer 2. Staffel bekannt, deren Ausstrahlung in den USA im Februar 2015 startete.

## Figuren

### Hauptfiguren

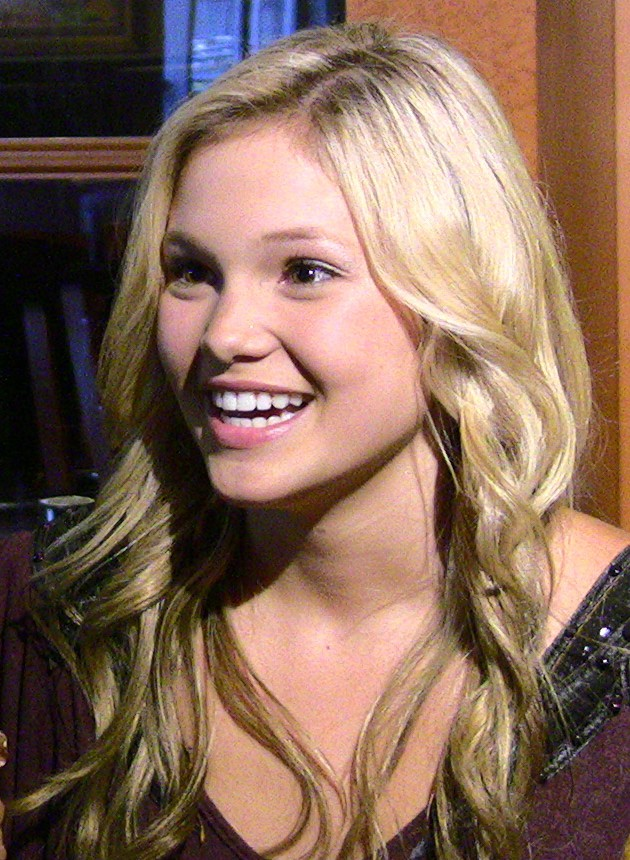
Olivia Holt spielt Lindy Watson

Lindy Watson ist eine sehr intelligente und begabte Schülerin. Ihre Einstellung und Begeisterung für Dinge, die Gleichaltrigen in der Regel langweilig erscheinen, lässt sie oftmals wie ein Nerd und eine Streberin aussehen. Sie ist dennoch die perfekte Freundin für die Clique, da sie immer hilfsbereit und für ihre Freunde da ist. Oftmals steigert sie sich in ihre Ideen, die zu ihrer Verwunderung von den meisten anderen nicht gutgeheißen werden, zu sehr rein, was nicht selten Probleme mit sich bringt. Sie mischt sich gerne in andere Angelegenheiten ein und erteilt jedem einen, auch oft ungewollten, Rat. So tritt sie gelegentlich in das ein oder andere Fettnäpfchen.
Logan Watson ist sehr entspannt, cool, easy und selbstbewusst und hat große Pläne, für die High School. Aber diese Pläne kollidieren manchmal mit denen seiner Zwillingsschwester Lindy. Er war eine Folge lang in einer Schein-Beziehung mit Jasmine, um Jenna eifersüchtig zu machen.
Jasmine ist intelligent, gewagt und trendbewusst. Sie unterstützt immer ihre Freunde. Sie ist eine Fashionista seit der dritten Klasse, lebt von guten Noten, dem Abziehen mutiger Streiche und dem immer perfekten Outfit für jeden Anlass. In einer Folge führten sie und Logan eine Scheinbeziehung, da sie ihren Ex-Freund zurückwollte. Sie verliebte sich jedoch wirklich in ihn.
Garrett ist ein bisschen wie ein Mysophob. Seine Affinität für Sauberkeit und Ordnung wird ständig durch seine vier Freunde an ihre Grenzen gebracht. Er ist dank Lindy's Rat im Football-Team, in dem er meist allerdings auf der Bank sitzt.
Delia Delfano ist eine liebenswerte, exzentrische Person. Sie ist sehr offen und wenn es etwas gibt, das nicht laut gesagt werden sollte, macht sie es dennoch und hat Freude daran. Ihre Klamotten sind oft sehr eigenwillig und ihre große Brille trägt sie fast immer.

### Nebenfiguren
Bob Watson ist Logans und Lindys Vater.
Nora Watson ist Logans und Lindys Mutter.
Doug Peterman ist Mitglied der Nachbarschaftswache (engl. Neighborhood Watchdogs).

## Besetzung und Synchronisation
Die deutsche Synchronisation entsteht unter der Dialogregie von Julia Haacke durch die Synchronfirma SDI Media Germany GmbH in München.
| Figur           | Darsteller         | Deutscher Sprecher  |
| --------------- | ------------------ | ------------------- |
| Lindy Watson    | Olivia Holt        | Katharina Iacobescu |
| Logan Watson    | Austin North       | Benedikt Gutjan     |
| Jasmine Kang    | Piper Curda        | Marieke Oeffinger   |
| Garrett Spenger | Peyton Clark       | Nils Dienemann      |
| Delia Delfano   | Sarah Gilman       | Anna Ewelina        |
| Bob Watson      | Matt Champagne     |                     |
| Nora Watson     | Alex Kapp Horner   | Madeleine Stolze    |
| Doug Peterman   | Larry Joe Campbell | Alexander Brem      |

## Episoden

### Staffel 1
| Nr. (ges.) | Nr. (St.) | Deutscher Titel                      | Originaltitel                       | Erstausstrahlung USA | Deutschsprachige Erstveröffentlichung (D) | Regie          | Drehbuch                                |
| --- | --------- | ------------------------------------ | ----------------------------------- | -------------------- | ----------------------------------------- | -------------- | --------------------------------------- |
| 1 | 1         | Geteiltes Leid ist halbes Leid       | The Pilot                           | 17. Jan. 2014        | 17. Jan. 2015                             | Bruce Leddy    | Tod Himmel & Josh Silverstein           |
| Während ihre Eltern außer Haus sind, schmeißen die Zwillinge Logan und Lindy zuhause eine große Party, die außer Kontrolle gerät. |           |                                      |                                     |                      |                                           |                |                                         |
| 2 | 2         | Feuerwehrmann Freddys Spagetti-Wache | Fireman Freddy's Spaghetti Station  | 26. Jan. 2014        | 12. Jan. 2015                             | Bruce Leddy    | Tod Himmel                              |
| Delia bewirbt sich in Fireman Freddy's Spaghetti Station, einem Restaurant für Kinder, doch stattdessen bekommt Lindy den Job, da sie so gut mit den Kunden umgehen kann. Als sie eines Abends allein für das Restaurant zuständig ist, kündigen die anderen Mitarbeiter und ihre Freunde helfen ihr, auf die Kinder aufzupassen, doch dabei verwüsten sie das Restaurant. |           |                                      |                                     |                      |                                           |                |                                         |
| 3 | 3         | Die Super-Langweiler                 | The New Guy                         | 9. Feb. 2014         | 13. Jan. 2015                             | Bruce Leddy    | Rob Lotterstein                         |
| Da Logan und Garrett immer von den Mädchen überstimmt werden, versuchen sie Tom, der neu an der Schule ist, in die Gruppe zu integrieren. Die Mädchen stimmen auch zu. Da Tom immer wieder dieselbe Geschichte von einem Hai erzählt, wollen sie ihn wieder loswerden. Um seine Gefühle nicht zu verletzen, sagen sie, sie würden Fallschirmspringen gehen, wovor Tom große Angst hat. Doch entgegen ihrem Plan kommt er mit und die Gruppe wagt tatsächlich einen Fallschirmsprung. |           |                                      |                                     |                      |                                           |                |                                         |
| 4 | 4         | Mein liebes High-School Ich          | Dear High School Self               | 16. Feb. 2014        | 15. Jan. 2015                             | Bruce Leddy    | Judd Pillot                             |
| In der Grundschule ließ eine Lehrerin die Kinder Briefe an sich selbst schreiben, wie sie in der High School sein möchten. Nun sendet sie diese Briefe an die Kinder und Lindy gibt ihren Freunden vor, ihren Brief nicht erhalten zu haben, da sie in ihrem Brief wünscht, sich andere Freunde zu suchen. Daraufhin begeben die Anderen sich im Postamt auf die Suche nach dem Brief, den Lindy bereits weggeworfen hat. |           |                                      |                                     |                      |                                           |                |                                         |
| 5 | 5         | Wenn es wie Rosenkohl schmeckt...    | If It Tastes Like a Brussels Sprout | 9. März 2014         | 16. Jan. 2015                             | Bruce Leddy    | Alessia Costantini                      |
| Lindy will ihre Mitschüler überzeugen mehr Gemüse zu essen und stößt dabei auf wenig Gegenliebe. Jasmine, Logan und Delia entwickeln ein Spray, das man auf Gemüse sprüht, damit es besser schmeckt, und nennen es Happy Time Flavor Changing Yum Yum Spray. Als Lindy den Erfolg sieht, möchte sie unbedingt mitmachen. Die Gruppe wird mit der Erfindung sogar ins Fernsehen eingeladen, doch Logan hat in letzter Minute die Rezeptur geändert, wodurch die Verträglichkeit des Sprays deutlich schlechter wurde und die Präsentation scheitert. |           |                                      |                                     |                      |                                           |                |                                         |
| 6 | 6         | Lindys Super-Smoothie                | Lindylicious                        | 16. März 2014        | 18. Jan. 2015                             | Bruce Leddy    | Sarah Jane Cunningham Suzie V. Freeman  |
| Lindy gewinnt mit ihrem eigenen Smoothie-Rezept einen Wettbewerb und wird daraufhin vom Preisrichter um ein Date gebeten. Als das nicht so gut läuft, fliegt Lindys Smoothie von der Speisekarte. Inzwischen versucht Garrett aufzudecken, dass das Popcorn im Kino nicht frisch ist. Jasmine hat ein Date mit einem Jungen, zu dem sie sich nur hingezogen fühlt, wenn er einen Anzug trägt. |           |                                      |                                     |                      |                                           |                |                                         |
| 7 | 7         | Skiurlaub mit Hindernissen           | Snow Problem                        | 6. Apr. 2014         | 14. Jan. 2015                             | Bruce Leddy    | Rob Lotterstein                         |
| Logan hat einen Coupon für ein billiges Wochenende in einer Skihütte. Also fahren die Freunde mit Lindys Eltern dorthin. Als Lindy den süßen Snowboard-Lehrer kennenlernt, gibt sie vor, noch nie Snowboard gefahren zu sein, um mehr Zeit mit ihm verbringen zu können. Da Logan ein Fenster offengelassen hat, dringt Schnee von der Schneekanone in die Hütte ein und die Decke bricht ein. |           |                                      |                                     |                      |                                           |                |                                         |
| 8 | 8         | Tanzfieber                           | Dance Fever                         | 13. Apr. 2014        | 19. Jan. 2015                             | Bruce Leddy    | Todd Himmel                             |
| Als Greg Johnson krank wird, sind Lindy und Sherri die Einzigen, die noch nie in der Schule gefehlt haben. Lindy bekommt leichtes Fieber und geht aber weiter in die Schule, woraufhin Sherri, die überall als nettes Mädchen gilt, zu drastischen Mitteln greift und Lindy sogar einsperrt, damit diese in der Schule fehlt. Inzwischen versuchen Jasmine, Delia und Logan ein Date für den Schulball zu bekommen. Als sie es geschafft haben, werden sie jedoch krank und Lindy, die wieder gesund ist, kommt als einzige zum Ball. Gaststar: Peyton List als Sherri |           |                                      |                                     |                      |                                           |                |                                         |
| 9 | 9         | Nofretetes Nachfahrin                | Now Museum, Now You Don't           | 4. Mai 2014          | 20. Jan. 2015                             | Bruce Leddy    | Sarah Jane Cunningham Suzie V. Freeman  |
| Lindy macht ein Praktikum in einem Kunstmuseum, dort muss sie aber nur aufpassen, dass die Besucher eine Treppe nicht benutzen. Logan verkauft im Museum T-Shirts und bekommt sofort einen Job im Souvenirladen. Delia glaubt, sie wäre die Reinkarnation der ägyptischen Königin Nofretete, deren Mumie gerade im Museum ausgestellt wird. Für einen Vergleich will sich Jasmine die DNA von der Mumie besorgen. Inzwischen versucht Garrett, nicht mehr an seinen Fingernägeln herumzukauen. |           |                                      |                                     |                      |                                           |                |                                         |
| 10 | 10        | Der Hund des Präsidenten             | The Doghouse with the White House   | 22. Juni 2014        | 25. Jan. 2015                             | Joel Zwick     | Rob Lotterstein                         |
| Die Gruppe macht einen Schulausflug nach Washington, D.C. Während Delia sich selbst auf dem Balkon des Hotelzimmers ausgesperrt hat, ist Delia mit Jasmine vor dem Weißen Haus, wo der Hund des Präsidenten unbemerkt in ihre Tasche schlüpft. Sie bemerken das erst im Hotelzimmer, als das Verschwinden des Hundes schon die Fernsehnachrichten beherrscht. Kurz darauf werden sie vom Secret Service verhört. Sie werden schließlich dank der Hilfe eines Senators, den Logan zuvor kennengelernt hat, freigelassen und treffen sogar den Präsidenten persönlich. |           |                                      |                                     |                      |                                           |                |                                         |
| 11 | 11        | Der Handy-Pakt                       | Phone Challenge                     | 29. Juni 2014        | 21. Jan. 2015                             | Bryce Leddy    | Josh Silverstein                        |
| Logan trifft ein hübsches Mädchen im Kaufhaus, das ihm ihre Nummer gibt, und er verspricht sie anzurufen. Doch sein Handy geht kaputt und die Reparatur dauert 72 Stunden. Aus Solidarität bieten Lindy und die anderen an, die nächsten drei Tage selbst auf ihre Handys zu verzichten, einzig Jasmine nutzt heimlich ihr Zweithandy. Am Ende wird Logan von dem Bruder des Mädchens aus dem Kaufhaus in ein Wasserbecken gestoßen, da er sich nicht bei ihr gemeldet hat. |           |                                      |                                     |                      |                                           |                |                                         |
| 12 | 12        | Die Zwillings-Studie                 | Twin It to Win It                   | 13. Juli 2014        | 22. Jan. 2015                             | Bryce Leddy    | Josh Silverstein                        |
| Logan und Lindy nehmen an einer Studie für Zwillinge teil. Überraschenderweise haben beide zu 100 % dieselben Antworten gegeben, woraufhin der Test vor Zuschauern auf einer Tagung wiederholt werden soll. Doch Logan hat nur von Lindy abgeschrieben und beauftragt Garrett, ihm auf der Tagung Lindys Antworten zu übermitteln, wozu sich Garrett von der Decke abseilt, danach jedoch abstürzt. |           |                                      |                                     |                      |                                           |                |                                         |
| 13 | 13        | Mein Alienfreund                     | Earth Boys Are Icky                 | 27. Juli 2014        | 27. Jan. 2015                             | Lynn McCracken | Josh Silverstein                        |
| Lindy ärgert sich, dass sie den „Genehmigt-Stempel“ (engl. „Stamp of Approval“) hat: Eltern lassen ihre Kinder an Sachen teilnehmen, was sie sonst nicht dürften, wenn sie wissen, dass auch Lindy dort ist. Deshalb versucht Lindy, sich als böses Mädchen darzustellen, was ihr wiederholt misslingt. Delia glaubt, mit einem Außerirdischen in Kontakt zu stehen. Logan datet heimlich Danica, deren Vater Prorektor (engl. Vice Principal) der Schule ist. |           |                                      |                                     |                      |                                           |                |                                         |
| 14 | 14        | Lindys Naseweis                      | Lindy Nose Best                     | 10. Aug. 2014        | 23. Jan. 2015                             | Bruce Leedy    | Judd Pillot                             |
| Lindy kann sich einfach nicht zurücknehmen und muss sich immer in die Angelegenheiten ihrer Mitmenschen einmischen. Dass sie ihnen damit nicht immer einen Gefallen tut, muss sie auf die harte Tour lernen, als sie bei ihrem Geschichtslehrer in ein Fettnäpfchen nach dem anderen tritt. |           |                                      |                                     |                      |                                           |                |                                         |
| 15 | 15        | Der signierte Football               | Ball or Nothing                     | 24. Aug. 2014        | 29. Jan. 2015                             | Joel Zwick     | Tod Himmel                              |
| 16 | 16        | Spendenlauf                          | Logan's Run                         | 21. Sep. 2014        | 24. Jan. 2015                             | Bruce Leddy    | Sasha Stroman                           |
| Lindy widerstrebt es, dass sich alle nur für süße Tiere, keiner aber für die hässlichen einsetzt. Deshalb organisiert sie einen Spendenlauf für die „Schlammteufel“, eine Echsenart. Nachdem Logan erfährt, dass derjenige, der die meisten Spenden sammelt, einen Preis bekommt, stürzt er sich in die Suche nach Sponsoren. Als ihm aber seine Freunde eröffnen, dass er einen belustigenden Laufstil hat, gibt er vor, einen gebrochenen Zeh zu haben, um nicht mitlaufen zu müssen. Delia bewirkt mit einer Beschwerde, dass die Bedienung im „Rumble Juice“ gefeuert wird. Wegen ihres schlechten Gewissens versucht sie, ihr einen neuen Job zu beschaffen, was sich als nicht ganz so einfach erweist, da sie für nichts geeignet zu sein scheint. Jasmine und Delia erzählen Lindy von dem „Blondschopf-Bonus“, den sie genießt. Diese will ihnen nicht glauben, bis sie durch ihre blonden Haare eine Beachvolleyball-Nationalspielerin für ihren Spendenlauf gewinnen kann. |           |                                      |                                     |                      |                                           |                |                                         |
| 17 | 17        | Schlechte Nachrichten                | Bad News                            | 28. Sep. 2014        | 30. Jan. 2015                             | Joel Zwick     | Darin Henry                             |
| Jasmine wird Moderatorin der Morgendurchsagen in der Schule. Da alle ihre Durchsagen langweilig finden wird ihr Logan als Co-Moderator zur Seite gestellt. Der macht die Nachrichten deutlich witziger und verhilft so auch Jasmine zu unerwarteter Beliebtheit. Da sie zwischen den Scherzen die eigentlichen Durchsagen vergessen, erfahren die Schüler nichts von einer Haverie der Wasserleitungen. |           |                                      |                                     |                      |                                           |                |                                         |
| 18 | 18        | Der Kürbis-Wettbewerb                | Next of Pumpkin                     | 5. Okt. 2014         | 26. Jan. 2015                             | Judd Pillot    | Judd Pillot                             |
| Logan nimmt es Lindy übel, dass sie sich bei einem Falschalarm des Feuermelders selbst in Sicherheit gebracht und ihn dabei vergessen hat. Um sie zu ärgern macht er ihr, selbst als er nicht mehr sauer ist, weiterhin ein schlechtes Gewissen. Delia kommt hinter seinen Plan und nutzt dieses Wissen aus, um Logan die Vorbereitungen für einen bevorstehenden Kürbis-Wettbewerb, den sie gewinnen will, aufzuerlegen. Logan wiederum nutzt Lindy´s schlechtes Gewissen aus und gibt die Aufgabe an sie ab, während er Jasmine bei einem Tanz-Wettbewerb gegen ihren Ex-Freund unterstützt, da ihr eigentlicher Partner Garrett leider verhindert ist. |           |                                      |                                     |                      |                                           |                |                                         |
| 19 | 19        | Der Fahrraddieb                      | Bicycle Thief                       | 2. Nov. 2014         | 28. Jan. 2015                             | Joel Zwick     | Eddie Quintana                          |
| Lindy ist schockiert als sie erfährt, dass Garrett ein super modernes Fahrrad besitzt, es aber aus Vorsicht nie benutzt. Deshalb überredet sie ihn zu einer Fahrradtour mit ihr. Prompt wird Garrett´s Fahrrad aus dem Fahrradständer vor dem „Rumble Juice“ geklaut. Als am nächsten Tag ein identisches Fahrrad im Fahrradständer steht denkt Garrett irrtümlicherweise, dass es sein Fahrrad ist. Er nimmt es mit zu Lindy und dort entdecken die beiden, dass es jemand anderem gehört. |           |                                      |                                     |                      |                                           |                |                                         |
| 20 | 20        | Leben ohne Lindy                     | Merry Miss Sis                      | 7. Dez. 2014         | 9. Mär. 2018 (Disney Channel App)         | Joel Zwick     | Sarah Jane Cunningham Suzie V. Freemann |

### Staffel 2
Die deutschsprachige Erstausstrahlung der 2. Staffel fand auf Disney+ statt.
| Nr. (ges.) | Nr. (St.) | Deutscher Titel                 | Originaltitel                                    | Erstausstrahlung USA | Deutschsprachige Erstausstrahlung (D) | Regie               | Drehbuch                          |
| ---------- | --------- | ------------------------------- | ------------------------------------------------ | -------------------- | ------------------------------------- | ------------------- | --------------------------------- |
| 21         | 1         | Pyjama-Party                    | Slumber Partay!                                  | 15. Feb. 2015        | 31. Aug. 2022                         | Jody Margolin Hahn  | Phil Baker                        |
| 22         | 2         | Heimliche Dates und erste Küsse | The Not-So-Secret Lives of Mosquitoes & Muskrats | 1. März 2015         | 31. Aug. 2022                         | Jody Margolin Hahn  | Tom Palmer                        |
| 23         | 3         | Lindy kommt auf den Hund        | Lindy Goes to the Dogs!                          | 8. März 2015         | 31. Aug. 2022                         | Bob Koherr          | Jeannette Collins & Mimi Friedman |
| 24         | 4         | Fragen Sie Dr. Delia            | Lindy & Logan Get Psyched!                       | 15. März 2015        | 31. Aug. 2022                         | Bob Koherr          | Erika Kaestle & Patrick McCarthy  |
| 25         | 5         | Date mit Hund                   | Dog Date Afternoon                               | 22. März 2015        | 31. Aug. 2022                         | Bob Koherr          | Tom Palmer                        |
| 26         | 6         | Logan findet’s raus             | Logan Finds Out                                  | 29. März 2015        | 31. Aug. 2022                         | Bob Koherr          | Jim Gerkin                        |
| 27         | 7         | Mexikanisches Dilemma           | Food Fight                                       | 8. Apr. 2015         | 31. Aug. 2022                         | Jody Margonlin Hahn | Michael Fitzpatrick               |
| 28         | 8         | Stevie mag Lindy                | Stevie Likes Lindy                               | 19. Apr. 2015        | 31. Aug. 2022                         | Bob Koherr          | Phil Baker                        |
| 29         | 9         | Schwör verknallt                | Falling for... Who?                              | 31. Mai 2015         | 31. Aug. 2022                         | Jody Margolin Hahn  | Erika Kaestle & Patrick McCarthy  |
| 30         | 10        | Lindy and Logans Gebrrrrtstag   | Lindy And Logan’s Brrrrthday!                    | 7. Juni 2015         | 31. Aug. 2022                         | Erika Kaestle       | Jim Gerkin                        |
| 31         | 11        | Frauen vor, noch ein Tor!       | Cheer Up Girls                                   | 21. Juni 2015        | 31. Aug. 2022                         | Neal Israel         | Jeannette Collins & Mimi Friedman |
| 32         | 12        | Amor Lindy                      | Lindy In The Middle                              | 10. Juli 2015        | 31. Aug. 2022                         | Jon Rosenbaum       | Erinne Dobson                     |
| 33         | 13        | Detektiv Logan                  | Elementary, My Dear Watson                       | 24. Juli 2015        | 31. Aug. 2022                         | Jean Sagal          | Tom Palmer                        |
| 34         | 14        | Lindy macht Garrett kaputt      | Lindy Breaks Garrett                             | 7. Aug. 2015         | 31. Aug. 2022                         | Bob Koherr          | Tom Palmer                        |
| 35         | 15        | Hunde-Daddy                     | Doggie Daddy                                     | 14. Aug. 2015        | 31. Aug. 2022                         | Bob Koherr          | Erika Kaestle & Patrick McCarthy  |
| 36         | 16        | Herzklopfen                     | Drum Beats, Heart Beats                          | 11. Sep. 2015        | 31. Aug. 2022                         | Bob Koherr          | Phil Baker                        |
| 37         | 17        | Der Doktor ist da               | The Doctor Is In                                 | 18. Sep. 2015        | 31. Aug. 2022                         | Erika Kaestle       | Jim Gerkin                        |
| 38         | 18        | Biss das Blut fließt            | Bite Club                                        | 2. Okt. 2015         | 31. Aug. 2022                         | Bob Koherr          | Jeanette Collins & Mimi Friedman  |
| 39         | 19        | Die Retter der Hunderettung     | The Rescuers                                     | 16. Okt. 2015        | 31. Aug. 2022                         | Bob Koherr          | Phil Baker                        |

## Belege
1. ↑  Glenn Riedmeier: "Ich war's nicht": Deutsche TV-Premiere ab Januar im Disney Channel. 26. November 2014, abgerufen am 26. November 2014.
2. ↑  I Didn't Do It Cancelled By Disney Channel: No Season 3 - RenewCancelTV.com. In: RenewCancelTV.com. Abgerufen am 13. Dezember 2015 (amerikanisches Englisch).
3. ↑  Nellie Andreeva: Comedy ‘I Didn’t Do It’ Gets Series Order At Disney Channel. In: Deadline Hollywood. 18. Juni 2013, abgerufen am 27. Juni 2014.
4. ↑  Alan Baltes: Disney Channel casting for brand new teen series 'I Didn't Do It'. In: Examiner.com. 14. Juli 2013, abgerufen am 27. Juni 2014.
5. ↑  A. K. Easton: Disney Channel premieres edgy teen comedy 'I Didn't Do It'. In: Examiner.com. 15. Januar 2014, abgerufen am 27. Juni 2014.
6. ↑  Sara Bibel: Disney Channel Original Movie 'Cloud 9' Garners 5 Million Total Viewers, 'I Didn't Do It' Premieres to 3.9 Million Viewers. In: TV by the Numbers. 21. Januar 2014, archiviert vom Original am 2. Februar 2014; abgerufen am 27. Juni 2014.  Info: Der Archivlink wurde automatisch eingesetzt und noch nicht geprüft. Bitte prüfe Original- und Archivlink gemäß Anleitung und entferne dann diesen Hinweis.
7. ↑  Sidney Schering: Disney Channel 2014/15: Dramen, Sitcoms, Steven Gätjen. In: Quotenmeter.de. 29. Oktober 2014, abgerufen am 29. Oktober 2014.
8. ↑  Disney Channel Renews ´I Didn´t do it´ For Season 2. In: deadline.com. 3. Juli 2014, archiviert vom Original am 21. Mai 2015; abgerufen am 26. Januar 2015.  Info: Der Archivlink wurde automatisch eingesetzt und noch nicht geprüft. Bitte prüfe Original- und Archivlink gemäß Anleitung und entferne dann diesen Hinweis.
9. 1 2  Ich war’s nicht. In: Deutsche Synchronkartei. Abgerufen am 14. Oktober 2014.